# Nick Saviano
Nick Saviano (Teaneck, Nova Jersey, 5 de juny de 1956) és un exjugador i entrenador de tennis dels Estats Units.
Saviano va guanyar un títol d'individuals (Nancy, 1983) durant la seva carrera com a professional. L'esquerrà va aconseguir la seva classificació (individual) més alta de l'ATP Tour el 12 de juliol de 1978, quan va esdevenir el número 48 del món. El 7 d'octubre de 1979 va guanyar juntament amb John Lloyd el torneig de Hawaii en dobles masculí. Saviano jugava per la Universitat Stanford Cardinal i ha residit a Sunrise, Florida. Va entrenar a Laura Robson i des del 2014 entrena la canadenca Eugenie Bouchard.